# Shudy Camps
Shudy Camps est une paroisse civile et un village du Cambridgeshire, en Angleterre.